# Max Hans Kuczynski
Maxime Kuczynski-Godard (ur. 2 lutego 1890 w Berlinie jako Max Hans Kuczynski, zm. 26 listopada 1967 w Limie) – niemiecko-peruwiański lekarz chorób tropikalnych i bakteriolog żydowskiego pochodzenia. Autor koncepcji „etnopatologii”.

## Życiorys
Pochodził z podpoznańskiej rodziny żydowskiej. Jego rodzicami byli Louis Kuczynski i Emma Schlesinger, którzy przenieśli się do Berlina na krótko przed jego narodzinami. 
Studiował medycynę i nauki przyrodnicze na Uniwersytecie we Fryburgu Bryzgowijskim, Uniwersytecie Fryderyka Wilhelma i Uniwersytecie w Rostocku. W 1913 roku w Rostocku obronił doktorat na podstawie rozprawy naukowej na temat rzęsistkowicy.  Podczas I wojny światowej walczył w armii niemieckiej biorąc udział w kampanii bałkańskiej.
Pod kierunkiem Otto Lubarscha uzyskał w 1919 tytuł doktora nauk medycznych na podstawie rozprawy na temat riketsji w etiopatogenezie tyfusu. W 1921 habilitował się i został mianowany kierownikiem Zakładu Bakteriologii w Instytucie Patologii w berlińskim Charité. W 1923 został mianowany profesorem nadzwyczajnym, a rok później profesorem zwyczajnym. Od 1924 członek zarządu Instytutu Patologii Charité. Po dojściu nazistów do władzy, pozbawiony zatrudnienia w instytucie, opuścił Niemcy i początkowo przeniósł się do Francji, skąd w 1936 wyjechał do Peru.
Od 1937 roku pracował w Instytucie Medycyny Społecznej Uniwersytetu San Marcos w Limie. W 1940 rząd peruwiański mianował go szefem Urzędu Zdrowia w północno-wschodnim Peru, gdzie koordynował pracę ośrodków leczenia trądu. W maju 1944 roku Kuczynski został mianowany doradcą peruwiańskiego Ministerstwa Zdrowia.
W 1948 roku doszło w Peru do wojskowego zamachu stanu, a Kuczyński został uwięziony pod zarzutem sympatyzowania ze zdelegalizowaną lewicową partią Aprista, jednak szybko został zwolniony. Następnie otworzył własna praktykę lekarską przy ulicy Camaná w centrum Limy. 
Prowadził badania antropologiczne w środkowej Azji (1924-26) i Peru (1938-48). Pozostawił cenny zbiór fotografii medycznych.

## Życie osobiste
W 1935 roku poślubił swoją drugą żonę, Madeleine Godard, która była ciotką reżysera Jean-Luca Godarda. Z małżeństwa urodziło się dwóch synów: Pedro Pablo (ur. 1938), polityk i prezydent Peru w latach 2016–2018 oraz Miguel (ur. 1941), profesor Uniwersytetu w Cambridge. 

## Prace
- Untersuchungen an Trichomonaden. Dissertation.. Rostock, 1914
- Steppe und Mensch. Kirgisische Reiseeindrücke und Betrachtungen über Leben, Kultur und Krankheit in ihren Zusammenhängen. Leipzig, 1925.
- Ärztliche Eindrücke und Betrachtungen im Anschluss an eine zweite medizinische Studienreise in Mittelasien. Klinische Wochenschrift 5 (9): 370-373; 5(10): 422-425 (1926)
- Die Erreger des Fleck- und Felsenfiebers. Berlin, 1927.
- Der Erreger des Gelbfiebers. Wesen und Wirkung. Gemeinsame Untersuchung mit Bianca Hohenadel. Berlin, 1929.
- La Colonia del Perené y sus problemas médico sociales. Lima: Ediciones de “La Reforma Médica”; 1939.
- Paz Soldán, Carlos Enrique, Kuczynski-Godard: La Selva Peruana. Sus pobladores y su colonización en seguridad sanitaria. Lima: Ediciones de “La Reforma Médica”; 1939.
- San Pablo. Actualidad y Porvenir. Un informe sobre la reorganización de la Colonia con apuntes sobre la Sociología Médica de la lepra en e Oriente amazónico. Lima: Imprenta Lux; 1942.
- La vida en la Amazonía peruana. Observaciones de un médico. Lima: Liberería Internacional del Perú; 1944
- La Pampa de Ilave y su Hinterland. Lima: Ministerio de Salud Pública y Asistencia Social; 1944.
- Estudios médico-sociales en las minas de Puno con anotaciones sobre las migraciones indígenas. Lima: Ministerio de Salud Pública y Asistencia Social; 1945.
- En orden al potencial humano del Perú. Observaciones y Reflexiones (con 12 diagramas y 33 ilustraciones). Estudios e investigaciones realizados por la Comisión ejecutiva del Inventario del Potencial Económico de la Nación, fascículo segundo. Lima: Sanmarti & Co.; 1949/1950.
- Vida de Leprosa. Narraciones Médico-Sociales Extraordinarias. Lima: Ediciones de “La reforma Médica”; 1947.

- Dean, Bartholomew 2004 “El Dr. Máxime Kuczynski-Godard y la medicina social en la Amazonía peruana” Introduction in La Vida en la Amazonía Peruana: Observaciones de un medico. by Máxime Kuczynski-Godard. Lima: Fondo Editorial de la Universidad Nacional Mayor de San Marcos (Serie Clásicos Sanmarquinos). (Compilation and introductory essay of second edition, originally published in 1944